# Enneapogon polyphyllus
Enneapogon polyphyllus är en gräsart som först beskrevs av Karel Domin, och fick sitt nu gällande namn av Nancy Tyson Burbidge. Enneapogon polyphyllus ingår i släktet Enneapogon och familjen gräs. Inga underarter finns listade i Catalogue of Life.